# Hr.Ms. Koningin Wilhelmina der Nederlanden
Hr.Ms. Koningin Wilhelmina der Nederlanden, wcześniej Prinses Wilhelmina der Nederlanden – holenderski krążownik pancernopokładowy z końca XIX wieku. Okręt wypierał 4530 ton i rozwijał prędkość 15,8 węzła, a jego główne uzbrojenie stanowiły cztery działa dużego kalibru wsparte lżejszą artylerią oraz bronią torpedową.
Jednostka została zwodowana 22 października 1892 roku w stoczni Rijkswerf w Amsterdamie, a w skład Koninklijke Marine wcielono ją 17 kwietnia 1894 roku. Krążownik otrzymał nazwę na cześć ówczesnej księżniczki, a później królowej Holandii, Wilhelminy Orańskiej-Nassau. Okręt przeznaczony był do służby w holenderskich posiadłościach w Azji, stacjonując w Holenderskich Indiach Wschodnich. Jednostka została wycofana ze służby 5 marca 1910 roku, a w październiku tego roku sprzedano ją w celu złomowania.

## Projekt i budowa
W latach 60. i 70. XIX wieku Holandia – jedno z największych państw kolonialnych – kosztem sporych wyrzeczeń zbudowała liczną flotę opancerzonych monitorów, które szybko stały się przestarzałe z powodu pojawienia się w latach 80. pierwszych pancerników i rozwoju nowych technologii. Jednak brak funduszy spowodował, że decyzję o budowie nowych jednostek floty obrony wybrzeża o łącznym tonażu 40 000 ton podjęto dopiero pod koniec lat 80., z realizacją na początku kolejnego dziesięciolecia. W ramach przyjętego limitu wyporności można było zbudować jedynie cztery pełnomorskie pancerniki, więc podjęto decyzję o skonstruowaniu większej liczby mniejszych jednostek, zbliżonych wielkością do budowanych wcześniej monitorów. Jako pierwsze zostały zaprojektowane dwie możliwie zunifikowane pod względem rozwiązań konstrukcyjnych, napędu i uzbrojenia jednostki: monitor oraz dwukrotnie większy krążownik pancernopokładowy, nazwane później „Reinier Claeszen” i „Prinses Wilhelmina der Nederlanden”. Krążownik pod względem konstrukcji był skrzyżowaniem pancerników obrony wybrzeża i kanonierek typu Rendel, mającym mieć zdolność przeciwstawienia się w pojedynkę dwóm ówczesnym chińskim pancernikom typu Dingyuan lub trzem japońskim krążownikom typu Matsushima. Wykorzystując doświadczenia z eksploatacji wcześniejszych typów dużych okrętów z napędem parowym, podjęto decyzję o rezygnacji z ożaglowania.
Budowa okrętu rozpoczęła się w stoczni Koninklijke Fabriek van Stoom en andere Werktuigen w Amsterdamie, jednak ta ogłosiła upadłość i ostatecznie krążownik powstał w państwowej stoczni Rijkswerf w Amsterdamie. Stępkę okrętu położono 22 kwietnia 1891 roku, a zwodowany został 22 października 1892 roku. Krążownik otrzymał nazwę „Prinses Wilhelmina der Nederlanden” na cześć ówczesnej księżniczki Oranii-Nassau Wilhelminy, która osobiście podczas ceremonii wodowania ochrzciła okręt. Jednostka była największym holenderskim krążownikiem do czasu budowy w latach 20. XX wieku jednostek typu Java.

## Dane taktyczno-techniczne

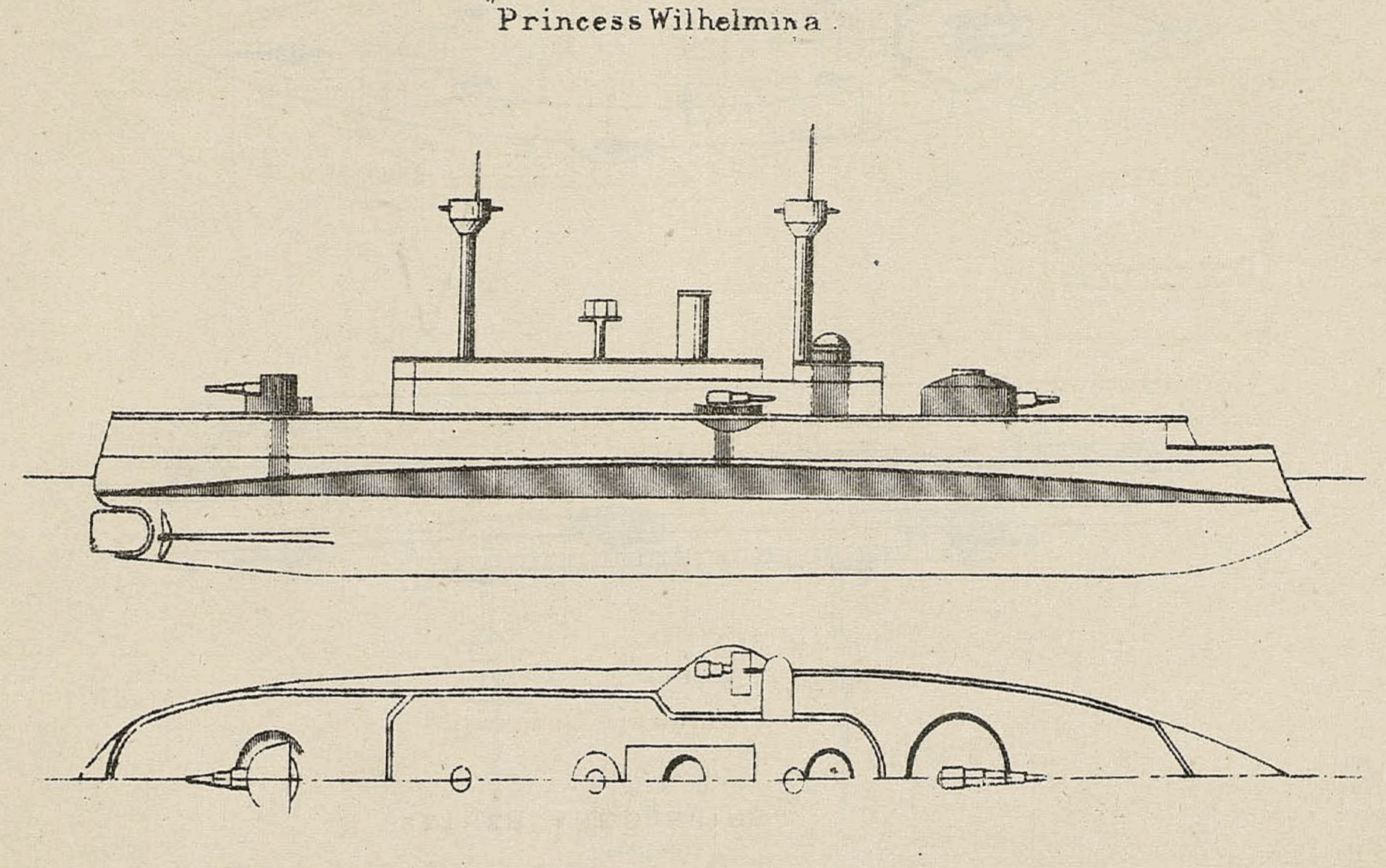
Uproszczony schemat opancerzenia krążownika

### Charakterystyka ogólna
Okręt był krążownikiem pancernopokładowym o długości całkowitej 99,8 metra, szerokości 14,91 metra i maksymalnym zanurzeniu 6,07 metra. Kadłub poniżej pancerza pokładowego podzielony był na przedziały wodoszczelne za pomocą 10 grodzi poprzecznych i jednej wzdłużnej; pomiędzy pancerzem pokładowym a pokładem górnym zamontowano kolejne siedem grodzi wodoszczelnych. Dno podwójne znajdowało się pod przedziałami siłowni. Dziób miał formę taranową; wzdłuż wodnicy znajdowały się koferdamy, a powyżej pokładu górnego umieszczono niskie nadburcie. Wyporność normalna wynosiła 4530 ton .
Załoga okrętu składała się ze 296 oficerów, podoficerów i marynarzy.

### Urządzenia napędowe
Siłownia jednostki składała się z czterech pionowych maszyn parowych potrójnego rozprężania o łącznej mocy 4600 KM, do których parę dostarczały cztery kotły cylindryczne o ciśnieniu roboczym 11,7 at. Jednostka napędzana była przez dwie śruby o średnicy 3,3 metra i prędkości obrotowej 170 obr./min. Prędkość maksymalna okrętu wynosiła 15,8 węzła. Maksymalny zapas zabieranego węgla wynosił 411 ton, co pozwalało osiągnąć zasięg 1800 Mm przy prędkości 10 węzłów .

### Uzbrojenie
Na uzbrojenie artyleryjskie okrętu składały się cztery pojedyncze działa dużego kalibru produkcji zakładów Kruppa: na dziobie w wieży umieszczono armatę kalibru 28 cm (rzeczywisty kaliber wynosił 283 mm) nr 2 L/27, na rufie zainstalowano armatę kalibru 21 cm (rzeczywisty kaliber 209 mm) nr 2 L/32, a na obu burtach znalazły się umieszczone na sponsonach działa kalibru 17 cm (rzeczywisty kaliber 173 mm) nr 2 L/32 . Kąt ostrzału działa kalibru 28 cm wynosił 300°. Broń pomocniczą stanowiły cztery pojedyncze działa Kruppa kalibru 7,5 cm nr 1 L/37, sześć pojedynczych działek Hotchkiss kalibru 37 mm L/20 oraz cztery pięciolufowe działka Hotchkiss kalibru 37 mm L/17 . Krążownik wyposażono też w cztery nadwodne pojedyncze wyrzutnie kalibru 356 mm: po jednej na dziobie, obu burtach i rufie .

### Opancerzenie
Opancerzenie krążownika składało się z nisko położonego pokładu pancernego o grubości 50 mm (składającego się z dwóch 25-milimetrowych stalowych warstw), wraz ze skosami o grubości zwiększonej do 75 mm poprzez dodanie trzeciej warstwy stali. Na śródokręciu pokład pancerny znajdował się 0,4 metra powyżej wodnicy, a jego skosy dochodziły do burt na głębokość 1,45 metra poniżej linii wodnej; w części dziobowej natomiast pokład pancerny schodził poniżej wodnicy, wzmacniając konstrukcję tarana dziobowego. Niemieszcząca się pod pokładem pancernym siłownia chroniona była podwyższonym pancerzem warstwowym (typu compound) ze skosami wykonanym z płyt o grubości od 125 mm (nad maszynownią) do 280 mm (nad kotłownią). 
Wieża artyleryjska działa kalibru 28 cm oraz jej barbeta miały pancerz warstwowy o grubości 280 mm, który tworzyły płyty stalowo-żelazne umieszczone na podkładzie 220 mm teczyny. Rufowe działo kalibru 21 cm chronione było stalową maską o grubości 100 mm, a szyb podajnika amunicji miał pancerz o grubości 50 mm; działa kalibru 17 cm również były wyposażone w pancerne maski.

## Służba

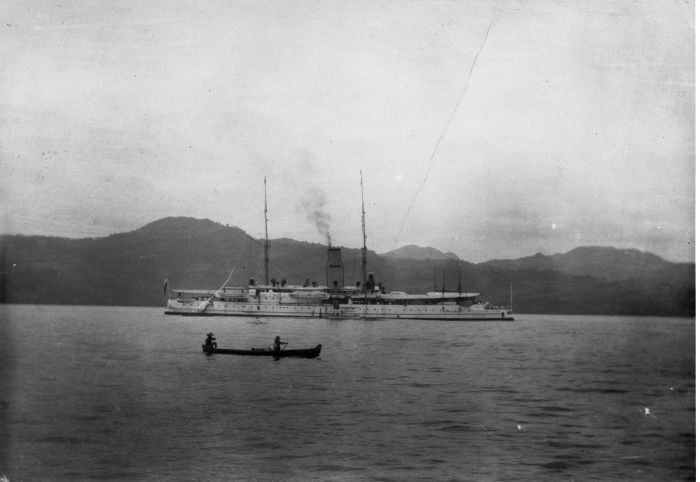
„Konigin Wilhelmina der Nederlanden” na redzie Ambon

Krążownik Hr.Ms. „Prinses Wilhelmina der Nederlanden” został wcielony do składu Koninklijke Marine 17 kwietnia 1894 roku. Między 14 lipca a 2 sierpnia na Morzu Północnym i Atlantyku na okręcie przeprowadzono próby morskie, w trakcie których 19 lipca wychodząc z Den Helder wszedł na mieliznę nieopodal Fortu Harssens. 12 września wizytę na krążowniku złożyły 14-letnia królowa Wilhelmina oraz sprawująca w jej imieniu regencję jej matka, Emma Waldeck-Pyrmont, po czym okręt udał się w rejs do Holenderskich Indii Wschodnich.
10 grudnia 1896 roku „Prinses Wilhelmina der Nederlanden” wyszła z Batawii w rejs reprezentacyjny, zawijając do portów w Chinach, Korei, Japonii oraz Filipinach. W 1898 roku, po faktycznym objęciu rządów przez pełnoletnią Wilhelminę, zmieniono nazwę okrętu na Hr.Ms. „Konigin Wilhelmina der Nederlanden” (pol. Królowa Niderlandów Wilhelmina). W 1899 roku na okręcie zamontowano nowe maszyny parowe i kotły. Po wybuchu powstania bokserów, w 1900 roku „Konigin Wilhelmina der Nederlanden” wraz z krążownikiem „Holland” i pancernikiem obrony wybrzeża „Piet Hein” zostały wysłane przez rząd holenderski do Szanghaju w celu ochrony interesów Holendrów i innych narodów europejskich. 9 października 1900 roku oba krążowniki wyszły z Szanghaju, udając się z powrotem do Holenderskich Indii Wschodnich, zawijając po drodze do Amoy oraz Shantou i docierając do Tanjung Priok 6 listopada.
Na początku XX wieku okręt przeszedł niewielką modernizację, w wyniku której masywne maszty z marsami bojowymi zamieniono na lżejsze palowe oraz podwyższono komin. Krążownik wyposażono również w radiostację, której anteny rozciągnięto między rejami masztów. Resztę służby jednostka spędziła uczestnicząc w rutynowych rejsach i różnych uroczystościach państwowych lub religijnych. 29 grudnia 1909 roku okręt wyszedł z Sabangu i udał się w rejs powrotny na wody metropolii, docierając do IJmuiden 14 lutego 1910 roku. Hr.Ms. „Konigin Wilhelmina der Nederlanden” został wycofany ze służby 5 marca 1910 roku, po czym 14 października tego roku jego kadłub sprzedano w celu złomowania.